# America’s Next Top Model
America’s Next Top Model – amerykański program typu reality show prowadzony przez modelkę Tyrę Banks. Do 2006 roku produkowany i emitowany przez stację telewizyjną UPN, a następnie przez The CW. Światowa premiera programu odbyła się 20 maja 2003 roku. W jury oprócz Tyry Banks zasiada Kelly Cutrone oraz od 21 edycji J. Alexander, który w kilku poprzednich sezonach występował gościnnie, ale również jako stały juror. W ciągu 19 i 20 sezonu blogger modowy Bryanboy prowadził w programie The Comeback Series, dzięki czemu jedna z wyeliminowanych uczestniczek (lub uczestników) miała szansę na powrót do show i dalszą rywalizację o tytuł Top Modelki. 
Stacja TVN emituje polską wersją America’s Next Top Model, noszącą tytuł Top Model.

## Fabuła
Program ma na celu wypromowanie kobiet (od dwudziestej edycji również mężczyzn) na nowe modelki. Kilkanaście uczestniczek bierze udział w rywalizacji o najwyższą nagrodę – kontrakt z agencją modelingową oraz okładkę w modowym magazynie. W każdym odcinku dziewczyny poddawane są najróżniejszym próbom, zadaniom aby w przyszłości stały się jak najlepszymi modelkami. Oprócz tego one same oswajają się z wybiegiem, sesjami zdjęciowymi, rozgłosem oraz biznesowymi aspektami bycia modelką, pod 24 godzinną obserwacją kamer.

## Uczestnicy
| Sezon                 | Premiera         | Zwyciężczyni      | Finalistka             | Pozostałe uczestniczki | Liczba uczestniczek | Miejsce                |
| --------------------- | ---------------- | ----------------- | ---------------------- | --- | ------------------- | ---------------------- |
| 1                     | 20 maja 2003     | Adrianne Curry    | Shannon Stewart        | Tessa Carlson, Katie Cleary, Nicole Panattoni, Ebony Haith, Giselle Samson, Kesse Wallace, Robin Manning, Elyse Sewell | 10                  | Paryż                  |
| 2                     | 13 stycznia 2004 | Yoanna House      | Mercedes Scelba-Shorte | Anna Bradfield, Bethany Harrison, Heather Blumberg, Jenascia Chakos, Xiomara Frans, Catie Anderson, Sara Racey-Tabrizi, Camille McDonald, April Wilkner, Shandi Sullivan                                                                                   | 12                  | Mediolan               |
| 3                     | 22 września 2004 | Eva Pigford       | Yaya DaCosta           | Magdalena Rivas, Leah Darrow, Julie Titus, Kristi Grommet, Jennipher Frost, Kelle Jacob, Cassie Grisham, Toccara Jones, Nicole Borud, Norelle Van Herk, Ann Markley, Amanda Swafford                                                                       | 14                  | Tokio                  |
| 4                     | 2 marca 2005     | Naima Mora        | Kahlen Rondot          | Brita Petersons, Sarah Dankleman, Brandy Rusher, Noelle Staggers, Lluvy Gomez, Rebecca Epley, Tiffany Richardson, Tatiana Dante, Michelle Deighton, Christina Murphy, Brittany Brower, Keenyah Hill                                                        | 14                  | Kapsztad               |
| 5                     | 21 września 2005 | Nicole Linkletter | Nik Pace               | Ashley Black, Ebony Taylor, Cassandra Whitehead (quit), Sarah Rhoades, Diane Hernández, Coryn Woitel, Kyle Kavanagh, Lisa D’Amato, Kim Stolz, Jayla Rubinelli, Bre Scullark                                                                                | 13                  | Londyn                 |
| 6                     | 8 marca 2006     | Danielle Evans    | Joanie Dodds           | Kathy Hoxit, Wendy Wiltz, Kari Schmidt, Gina Choe, Mollie Sue Steenis-Gondi, Leslie Mancia, Brooke Staricha, Nnenna Agba, Furonda Brasfield, Sara Albert, Jade Cole                                                                                        | 13                  | Bangkok                |
| 7                     | 20 września 2006 | CariDee English   | Melrose Bickerstaff    | Christian Evans, Megan Morris, Monique Calhoun, Megg Morales, AJ Stewart, Brooke Miller, Anchal Joseph, Jaeda Young, Michelle Babin, Amanda Babin, Eugena Washington                                                                                       | 13                  | Barcelona              |
| 8                     | 28 lutego 2007   | Jaslene Gonzalez  | Natasha Galkina        | Kathleen DuJour, Samantha Francis, Cassandra Watson, Felicia Provost, Diana Zalewski, Sarah VonderHaar, Whitney Cunningham, Jael Strauss, Brittany Hatch, Dionne Walters, Renee Alway                                                                      | 13                  | Sydney                 |
| 9                     | 19 września 2007 | Saleisha Stowers  | Chantal Jones          | Mila Bouzinova, Kimberly Leemans, Victoria Marshman, Janet Mills, Ebony Morgan (quit), Sarah Hartshorne, Ambreal Williams, Lisa Jackson, Heather Kuzmich, Bianca Golden, Jenah Doucette                                                                    | 13                  | Szanghaj i Pekin       |
| 10                    | 20 lutego 2008   | Whitney Thompson  | Anya Kop               | Kimberly Rydzewski (quit), Atalya Slater, Allison Kuehn, Amis Jenkins, Marvita Washington, Aimee Wright, Claire Unabia, Stacy Ann Fequiere, Lauren Utter, Katarzyna Dolinska, Dominique Reighard, Fatima Siad                                              | 14                  | Rzym                   |
| 11                    | 3 września 2008  | McKey Sullivan    | Samantha Potter        | ShaRaun Brown, Nikeysha Clarke, Brittany Rubalcaba, Hannah White, Isis King, Clark Gilmer, Lauren Brie Harding, Joslyn Pennywell, Sheena Satana, Elina Ivanova, Marjorie Conrad, Analeigh Tipton                                                           | 14                  | Amsterdam              |
| 12                    | 4 marca 2009     | Teyona Anderson   | Allison Harvard        | Isabella Falk, Jessica Santiago, Nijah Harris, Kortnie Coles, Sandra Nyanchoka, Tahlia Brookins, London Levi-Nance, Natalie Pack, Fo Porter, Celia Ammerman, Aminat Ayinde                                                                                 | 13                  | São Paulo              |
| 13                    | 9 września 2009  | Nicole Fox        | Laura Kirkpatrick      | Lisa Ramos, Rachel Echelberger, Courtney Davies, Lulu Braithwaite, Bianca Richardson, Ashley Howard, Kara Vincent, Rae Weisz, Brittany Markert, Sundai Love, Jennifer An, Erin Wagner                                                                      | 14                  | Maui                   |
| 14                    | 10 marca 2010    | Krista White      | Raina Hein             | Gabrielle Kniery, Naduah Rugely, Ren Vokes, Simone Lewis, Tatianna Kern, Brenda Arens, Anslee Payne-Franklin, Alasia Ballard, Jessica Serfaty, Angelea Preston & Alexandra Underwood                                                                       | 13                  | Auckland               |
| 15                    | 8 września 2010  | Ann Ward          | Chelsey Hersley        | Anamaria Mirdita, Terra White, Sara Blackamore, Rhianna Atwood, Lexie Tomchek, Kacey Leggett, Kendal Brown, Esther Petrack, Liz Williams, Chris White, Jane Randall & Kayla Ferrel                                                                         | 14                  | Wenecja i Mediolan     |
| 16                    | 23 lutego 2011   | Brittani Kline    | Molly O'Connell        | Angelia Alvarez, Ondrei Edwards (quit), Nicole Lucas, Dominique Waldrup, Sara Longoria, Dalya Morrow, Monique Weingart, Mikaela Schipani, Jaclyn Poole, Kasia Pilewicz, Alexandria Everett, Hannah Jones                                                   | 14                  | Marrakesz              |
| 17 (All-Stars)        | 14 września 2011 | Lisa D’Amato (5)  | Allison Harvard (12)   | Brittany Brower (4), Sheena Sakai (11), Isis King (11), Camille McDonald (2), Bre Scullark (5), Bianca Golden (9) & Kayla Ferrel (15), Alexandria Everett (16), Shannon Stewart (1), Dominique Reighard (10), Laura Kirkpatrick (13), Angelea Preston (14) | 14                  | Kreta                  |
| 18 (British Invasion) | 29 lutego 2012   | Sophie Sumner     | Laura LaFrate          | Jasmia Robinson, Mariah Watchman, Louise Watts (quit), Candace Smith, Ashley Brown, AzMarie Livingston, Kyle Gober, Seymone Cohen-Fobish, Catherine Thomas, Eboni Davis, Alisha White (quit), Annaliese Dayes                                              | 14                  | Toronto Makau Hongkong |
| 19 (College Edition)  | 24 sierpnia 2012 | Laura James       | Kiara Belen            | Jessie Rabideau, Maria Tucker (quit), Darian Ellis, Destiny Strudwick, Yvonne Powless, Allyssa Vuelma, Victoria Henley, Kristin Kagay, Nastasia Scott, Leila Goldkuhl                                                                                      | 13                  | Ocho Rios              |
| 20 (Guys&Girls)       | 2 sierpnia 2013  | Jourdan Miller    | Marvin Cortes          | Bianca Alexa, Chris Schellenger, Chlea Ramirez, Mike Scocozza, Kanani Andaluz, Jiana Davis, Phil Sullivan, Alexandra Agro, Don Benjamin, Nina Burns, Jeremy Rohmer, Renee Bhagwandeen, Chris Hernandez, Cory Hindorff                                      | 16                  | Bali                   |
| 21 (Guys&Girls)       | 22 sierpnia 2014 | Keith Carlos      | Will Jardell           | Ivy Timlin, Romeo Tostado, Ben Schreen, Kari Calhoun, Matthew Smith, Denzel Wells, Mirjana Puhar, Raelia Lewis, Chantelle Brown, Shei Phan, Lenox Tillman, Adam Smith                                                                                      | 14                  | Seul                   |

## Spis odcinków
| N/o            | Polski tytuł                                                   | Angielski tytuł                                  |
| -------------- | -------------------------------------------------------------- | ------------------------------------------------ |
| SEZON PIERWSZY |                                                                |                                                  |
| 1              | Dziewczyna, która tak bardzo tego pragnie                      | The Girl Who Wants It So Bad                     |
| 2              | Dziewczyna, która jest tutaj, aby wygrać                       | The Girl Who Is Here To Win                      |
| 3              | Dziewczyna, którą odwieziono na pogotowie                      | The Girl Who Gets Rushed To The Emergency Room   |
| 4              | Dziewczyna, która doprowadza wszystkich do szaleństwa          | The Girl Who Drives Everyone Crazy               |
| 5              | Dziewczyna, o której wszyscy myślą, że się zabija              | The Girl Who Everyone Thinks Is Killing Herself  |
| 6              | Dziewczyna, która ma do czynienia z perwersją                  | The Girl Who Deals With A Pervert                |
| 7              | Dziewczyny, które stają się zupełnie nagie                     | The Girls Get Really Naked                       |
| 8              | Jak dziewczyny dotarły do tego etapu                           | How The Girls Got Here                           |
| 9              | Dziewczyna, która zostaje America’s Next Top Model             | The Girl Who Becomes America’s Next Top Model    |
| SEZON DRUGI    |                                                                |                                                  |
| 1              | Dziewczyna, która zaspała                                      | The Girl Who Overslept                           |
| 2              | Dziewczyna, która ma charakter                                 | The Girl Who Has a Temper                        |
| 3              | Dziewczyna, która płacze bez namysłu                           | The Girl Who Can Cry At The Drop Of A Hat        |
| 4              | Dziewczyna, która potrzebuje sześciu miesięcy szkoły modelingu | The Girl Who Needs Six Months Of Modeling School |
| 5              | Dziewczyna, która jest wizualnym orgazmem                      | The Girl Who Is A Visual Orgasm                  |
| 6              | Dziewczyna ze spuchniętymi ustami                              | The Girl Whose Lip Puffed Up                     |
| 7              | Dziewczyna, która aż kapie hipokryzją                          | The Girl Who Is Dripping With Hypocrisy          |
| 8              | Dziewczyna z niepowtarzalnym krokiem                           | The Girl With The Signature Walk                 |
| 9              | Dziewczyna, która boi się węży                                 | The Girl Who Is Afraid Of Snakes                 |
| 10             | Dziewczyna, która zdradziła swojego chłopaka                   | The Girl Who Cheated                             |
| 11             | Dziewczyna, która jest America’s Next Top Model                | The Girl Who Is America’s Next Top Model         |
| SEZON TRZECI   |                                                                |                                                  |
| 1              | Dziewczyna, która ma tajemnicę                                 | The Girl With The Secret                         |
| 2              | Dziewczyna, która jest współzależna                            | The Girl Who Is Codependent                      |
| 3              | Dziewczyna, o której wszyscy myślą, że wbija nóż w plecy       | The Girl Who Everyone Thinks Is A Backstabber    |
| 4              | Dziewczyna, która zastawia pułapkę                             | The Girl Who Sets A Trap                         |
| 5              | Dziewczyna, która płacze, kiedy patrzy w lustro                | The Girl Who Cries When She Looks In The Mirror  |
| 6              | Dziewczyna, która zniszczyła drogocenne ciasteczka             | The Girl Who Multilated The Precious Brownies    |
| 7              | Dziewczyna, która zapomniała butów                             | The Girl Who Forgot Her Shoes                    |
| 8              | Dziewczyna, która jest ogarnięta paniką                        | The Girl Who Is Panic-Stricken                   |
| 9              | Dziewczyny spotykają Taye’a Diggsa                             | The Girls Meets Taye Diggs                       |
| 10             | Dziewczyna, która idzie na noże                                | The Girl Who Goes Ballistic                      |
| 11             | Dziewczyna, na którą polują lwice                              | The Girl Whom The Lionesses Are Hunting          |
| 12             | Dziewczyna, która nie przytuliła się na pożegnanie             | The Girl Who Didn’t Hug Goodbye                  |
| 13             | Dziewczyna, która wygrywa wszystko                             | The Girl Who Wins It All                         |
| SEZON CZWARTY  |                                                                |                                                  |
| 1              | Dziewczyna, która jest Lady Kat... Mrau!                       | The Girl Who Is A Lady Kat... Reow!              |
| 2              | Dziewczyny, która nienawidzą swojego nowego wyglądu            | The Girls Who Hate Their Makeovers               |
| 3              | Dziewczyna, która niespodziewanie mdleje                       | The Girl Who Suddenly Collapsed                  |
| 4              | Dziewczyna z najgorszym zdjęciem w historii                    | The Girl With The Worst Photo In History         |
| 5              | Dziewczyna, która jest zaraźliwa                               | The Girl Who Is Contagious                       |
| 6              | Dziewczyna z przepysznie tandetnym tańcem                      | The Girl With The Deliciously Tacky Dance        |
| 7              | Dziewczyna, która doprowadza Tyrę do granic wytrzymałości      | The Girl Who Pushes Tyra Over The Edge           |
| 8              | Dziewczyna, która dostaje złą wiadomość                        | The Girl Who Gets Bad News                       |
| 9              | Dziewczyny, na które polują lwice                              | The Girls The Lionesses Are Hunting              |
| 10             | Dziewczyna, która klapie w błoto                               | The Girl Who Flops In The Mud                    |
| 11             | Dziewczyna, która jest wyjątkowa                               | The Girl Who Is Special                          |
| 12             | Co zrobiły dziewczyny, czego jeszcze nigdy nie widzieliście    | What The Girls Did That You’ve Never Seen Before |
| 13             | Dziewczyna, która chodzi po wodzie                             | The Girl Who Walks On Water                      |
| 14             | Powrót na wybieg                                               | Return To The Runway                             |
| SEZON PIĄTY    |                                                                |                                                  |
| 1              | Dziewczyna, która przekręca slogan                             | The Girl With The Twisted Catch Phrase           |
| 2              | Dziewczyny zostają superbohaterkami                            | The Girls Become Superheroes                     |
| 3              | Dziewczyna, która potrzebuje cudu                              | The Girl Who Needs A Miracle                     |
| 4              | Dziewczyna, która wygłasza zaprzeczenie                        | The Girl Who Makes A Disclaimer                  |
| 5              | Dziewczyna, która robi sobie piersi                            | The Girl Who Gets A Boob Job                     |
| 6              | Dziewczyna, która kocha bąbelki i rozmawia z roślinami         | The Girl Who Loves Bubbles And Talks To Plants   |
| 7              | Dziewczyny, które są pin-up girls z lat czterdziestych         | The Girls Who Are 1940s Pin-ups                  |
| 8              | Dziewczyna, która chce podeptać ładny kwiatek                  | The Girl Who Wants To Step On The Pretty Flower  |
| 9              | Dziewczyna, której chłopak ją zdradza                          | The Girl Whose Boyfriend Is Cheating On Her      |
| 10             | Dziewczyna, która obgaduje wszystkich za plecami               | The Girl Who Talks Behind Everyone’s Back        |
| 11             | Dziewczyna, która bierze odwet                                 | The Girl Who Retaliates                          |
| 12             | Dziewczyna, która bierze pigułkę                               | The Girl Who Takes A Pill                        |
| 13             | Dziewczyna, która jest na okładce                              | The Girl Who Is On The Cover                     |
| SEZON SZÓSTY   |                                                                |                                                  |
| 1              | Dziewczyna, która uczy się tańczyć                             | The Girl Who Learns How to Dance                 |
| 2              | Dziewczyny łysieją                                             | The Girls Go Bald                                |
| 3              | Dziewczyna, która jest prawdziwą panną diwą                    | Who Is A True Miss Diva                          |
| 4              | Dziewczyna, która pocałowała karalucha                         | The Girl Who Kissed A Roach                      |
| 5              | Dziewczyna, która pocałowała modela                            | The Girl Who Kissed A Male Model                 |
| 6              | Dziewczyna z dwoma złymi ujęciami                              | The Girl With Two Bad Takes                      |
| 7              | Dziewczyna, która ma charakter                                 | The Girl Who Has A Temper                        |
| 8              | Dziewczyna, która ma operację                                  | he Girl Who Has Surgery                          |
| 9              | Dziewczyna, która jest modelką, nie masażystką                 | The Girl Who Is A Model, Not A Masseuse          |
| 10             | Dziewczyna, która leci na księżyc                              | The Girl Who Is Going To The Moon                |
| 11             | Dziewczyna, którą odwieziono na pogotowie                      | The Girl Who Is Rushed To The Emergency Room     |
| 12             | Dziewczyny jadą do Phuket                                      | The Girls Go to Phuket                           |
| 13             | Dziewczyna, która przeszła przez starożytne miasto             | The Girl Who Walked Through The Ancient City     |
| SEZON SIÓDMY   |                                                                |                                                  |
| 1              | Dziewczyna, która oznacza swoje terytorium                     | The Girl Who Marks Her Territory                 |
| 2              | Dziewczyna, która nienawidzi swoich włosów                     | The Girl Who Hates Her Hair                      |
| 3              | Dziewczyna, która jedzie do Teksasu                            | The Girl Who Goes To Texas                       |
| 4              | Dziewczyna, która przyłącza się do cyrku dla zwierząt          | TThe Girl Who Joined the Circus                  |
| 5              | Dziewczyna, która wkręciła Ashtona                             | The Girl Who Punk’d Ashton                       |
| 6              | Dziewczyna, która kończy szkołę                                | The Girl Who Graduates                           |
| 7              | Dziewczyna, która doszła tak daleko                            | The Girls Who Made It This Far                   |
| 8              | Dziewczyna, która niszczy samochód                             | The Girl Who Wrecks the Caral                    |
| 9              | Dziewczyna, która się załamuje                                 | The Girl Who Breaks Down                         |
| 10             | Dziewczyna, która wkłada swoją stopę do ust                    | The Girl Who Sticks Her Foot In Her Mouth        |
| 11             | Dziewczyna, która zgrzyta zębami                               | The Girl Who Grates                              |
| 12             | Dziewczyna, która zostaje America’s Next Top Model             | The Girl Who Becomes America’s Next Top Model    |